# Michael Kraus
Michael Kraus (født 28. september 1983 i Göppingen) er en tysk tidligere håndboldspiller. Han spillede hele karrieren i Tyskland.
I 2006 kom han i Finalen i DHB-pokalen med Frisch Auf Göppingen. Han vandt Den Tyske Supercup i 2010 og Bundesligaen i 2011 med HSV Humborg.

## Landshold
Kraus debuterede på det tyske landshold i 2005, og spillede 128, hvor han scorede 401 mål. Han var blandt andet med til at vinde VM-guld i 2007 på hjemmebane i Tyskland.

## Privat
Hans bror, Christian Kraus, er tidligere tysk mester i fægtning.
Efter håndbolden har han åbnet et træningscenter sammen med sin kone, youtube'eren Isabel "Bella" Kraus.

## Eksterne links
- Wikimedia Commons har flere filer relateret til Michael Kraus
- Michael Kraus spillerprofil Arkiveret 31. august 2011 hos  Wayback Machine på HSV Hamburgs officielle hjemmeside.